# Sacha Rojdestvenski
Pour les articles homonymes, voir Rojdestvenski.
Sacha Rojdestvenski (son prénom est le diminutif russe d'Alexandre) est un violoniste russe. Il est le fils de Guennadi Rojdestvenski et de Viktoria Postnikova. 
Sacha Rojdestvenski a joué entre autres avec l'Orchestre philharmonique de Moscou et l'Orchestre symphonique de Londres.
Il vit actuellement à Paris. Il est membre du comité artistique du Conservatoire russe de Paris Serge-Rachmaninoff.
Depuis 2013, il enseigne à la Haute École de Musique de Genève.

## Sources
- FIF-LSO.org
- Abeille Musique